# Хрістіана Тодорова
Хрістіана Тодорова (болг. Християна Тодорова, нар. 28 листопада 1994) — болгарська художня гімнастка, бронзова призерка Олімпійських ігор 2016 року.

## Виступи на Олімпіадах
| Олімпіада           | Дисципліна | Місце |
| ------------------- | ---------- | ----- |
| Лондон 2012         | групи      | 6     |
| Ріо-де-Жанейро 2016 | групи      | 3     |

## Зовнішні посилання
- Хрістіана Тодорова — олімпійська статистика на сайті Sports-Reference.com (англ.) (архівна версія)

1. ↑  FIG database
2. ↑  Strazha.bg